# Пояна (Грінцієш, Нямц)
Пояна (рум. Poiana) — село у повіті Нямц в Румунії. Входить до складу комуни Грінцієш.
Село розташоване на відстані 288 км на північ від Бухареста, 38 км на захід від П'ятра-Нямца, 130 км на захід від Ясс.

## Населення
За даними перепису населення 2002 року у селі проживали 625 осіб, з них 624 особи (99,8%) румунів. Усі жителі села рідною мовою назвали румунську.